# Celuloza sintaza (formira GDP)
Celuloza sintaza (formira GDP) (EC 2.4.1.29, celulozna sintaza (formira guanozin difosfat), celulozna sintetaza, guanozin difosfoglukoza-1,4-beta-glukan glukoziltransferaza, guanozin difosfoglukoza-celulozna glukoziltransferaza, GDP-glukoza:1,4-beta-D-glukan 4-beta--glukoziltransferaza) je enzim sa sistematskim imenom GDP-glukoza:(1->4)-beta-D-glukan 4-beta--glukoziltransferaza. Ovaj enzim katalizuje sledeću hemijsku reakciju
GDP-glukoza + [(1->4)-beta--glukozil] {\displaystyle \rightleftharpoons } GDP + [(1->4)-beta--glukozil]+1
Ovaj enzim učestvuje u sintezi celuloze. Slični enzim EC 2.4.1.12, celulozna sintaza (formira UDP)] koristi UDP-glukozu.

## Literatura
- Nicholas C. Price; Lewis Stevens (1999). Fundamentals of Enzymology: The Cell and Molecular Biology of Catalytic Proteins (Third изд.). USA: Oxford University Press. ISBN 019850229X.
- Eric J. Toone (2006). Advances in Enzymology and Related Areas of Molecular Biology, Protein Evolution (Volume 75 изд.). Wiley-Interscience. ISBN 0471205036.
- Branden C; Tooze J. Introduction to Protein Structure. New York, NY: Garland Publishing. ISBN 0-8153-2305-0.
- Irwin H. Segel. Enzyme Kinetics: Behavior and Analysis of Rapid Equilibrium and Steady-State Enzyme Systems (Book 44 изд.). Wiley Classics Library. ISBN 0471303097.

## Spoljašnje veze
- Cellulose+synthase+(GDP-forming) на 